# Карло-Марксовский сельский совет (Бердянский район)
Карло-Марксовский сельский совет (укр. Карло-Марксівська сільська рада) — упразднённая административная единица, входила в состав
Бердянского района
Запорожской области
Украины.
Административный центр сельского совета находится в 
с. Троицкое
.

## Населённые пункты совета
- с. Троицкое
- с. Глодово
- с. Калайтановка